# 維什內韋 (卡霍夫卡區)
47°14′54″N 34°27′13″E / 47.24833°N 34.45361°E
維什内韋（烏克蘭語：Вишневе）是位於烏克蘭南部的村莊，由赫爾松州卡霍夫卡區的上羅哈奇克市鎮負責管轄。該村面積0.95平方公里，海拔高度66米，2001年人口133，人口密度每平方公里139.4人。